# Lębork
Lębork (Duits: Lauenburg im Pommern) is een stad in het Poolse woiwodschap Pommeren, gelegen in de powiat Lęborski. De oppervlakte bedraagt 17,86 km², het inwonertal 34.581 (2010).

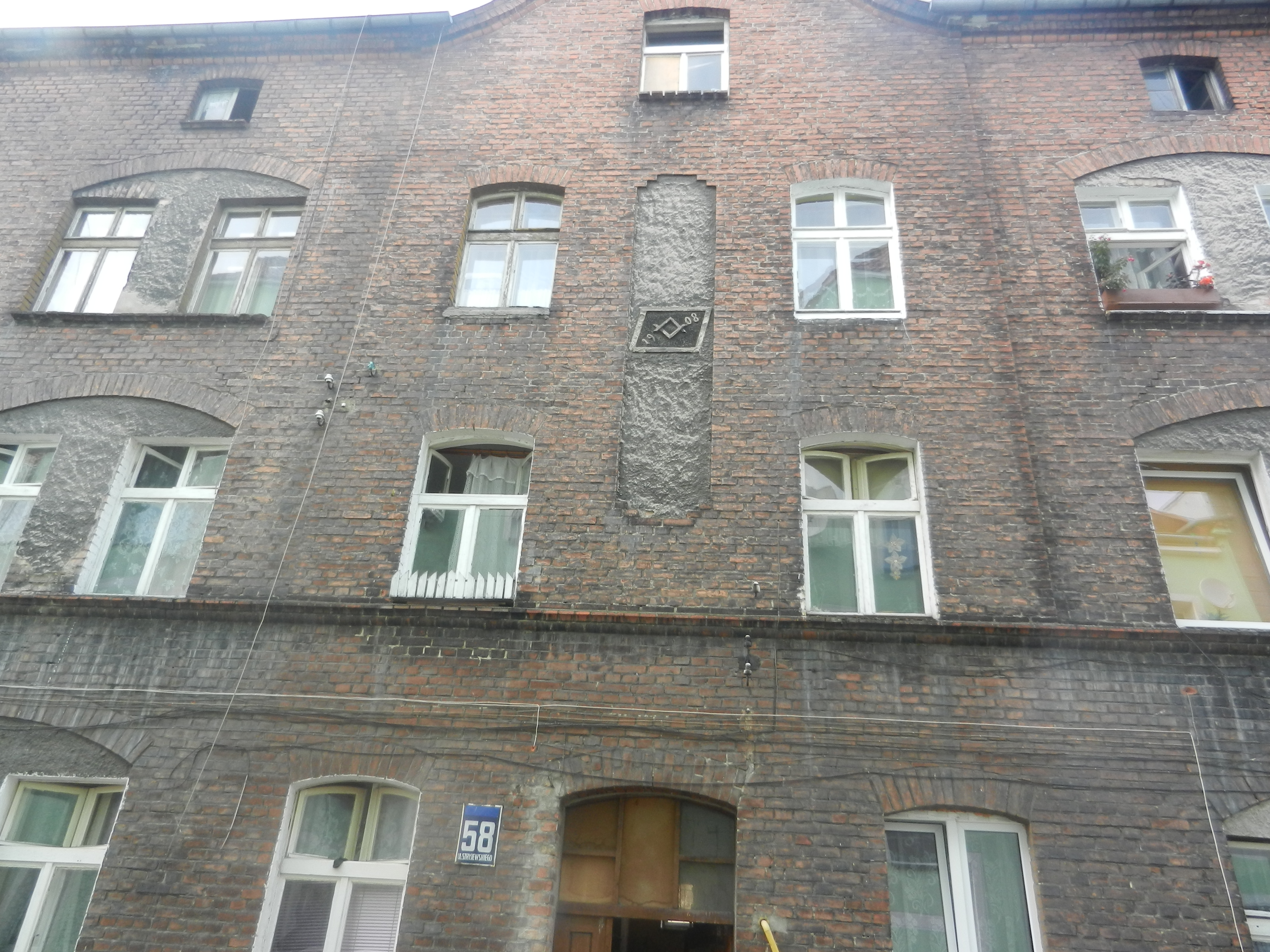
oude Masonic Lodge gebouw in Lębork

## Geschiedenis
In de veertiende eeuw werd de stad gesticht als Lewinburg door de Duitse Orde, later verbasterde de naam naar Lauenburg. In het oosten van de stad werd een slot gebouwd dat door oorlogen met Polen in 1410 en 1455 gedeeltelijk verstoord werd. Na de Dertienjarige Oorlog (1454-1466) moest de Duitse Orde in de Tweede Vrede van Thorn Lauenburg en Bütow waartoe de stad Lauenburg behoorde afstaan aan Polen, en kwam onder direct bewind te staan van hertog Erik II van Pommeren. Na de dood van Bogislaw XIV in 1637 viel het gebied terug aan Polen, maar reeds in 1657 werd in het Verdrag van Bromberg bepaald dat het gebied een leen werd van Brandenburg-Pruisen. Bij de eerste Poolse deling werd het gebied volledig eigendom van Pruisen. 
Na de aanleg van het treinspoor Stolp-Zoppot vestigden zich enkele bedrijven in de stad. In 1885 kreeg een eilandengroep in Duits-Nieuw-Guinea de naam Neulauenburg. Na de Eerste Wereldoorlog werd die naam veranderd in Duke of York-eilanden. Het verlies van de provincie West-Pruisen aan Polen na de oorlog zorgde voor economische problemen in de stad, die nu veel van zijn achterland kwijt was. Op 10 maart 1945 werd de stad in brand gezet door het Rode Leger en bijna volledig verwoest. Op de markt ontsnapten slechts twee gebouwen aan het inferno. 
Na de Tweede Wereldoorlog moest Duitsland Pommeren aan Polen afstaan en in 1946 werd de stad omgedoopt in Lębork. De oorspronkelijke bevolking werd verdreven en de stad werd herbevolkt met Polen die achter de Curzonlijn woonden. 

## Verkeer en vervoer
- Station Lębork

## Geboren
- Paul Nipkow (1860-1940), Duits televisiepionier
- Carl von Tiedemann (1878-1979), generaal
- Edward Sapir (1884-1939), Amerikaans linguïst
- Erich von dem Bach-Zelewski (1899-1972), Duits SS-officier en Holocaustpleger